# تشستیتسه (ناحیه ستراکونیتسه)
تشستیتسه (به چکی: Čestice) یک منطقهٔ مسکونی در جمهوری چک است که در ناحیه ستراکونیتسه واقع شده است. تشستیتسه ۲۳٫۲ کیلومتر مربع مساحت و ۹۴۲ نفر جمعیت دارد و ۵۵۸ متر بالاتر از سطح دریا واقع شده است.